# Uppsala studentmanskörer
Uppsala studentmanskörer är de olika manskörer som finns vid Uppsalas studentnationer, och vid Sveriges lantbruksuniversitet. De samlas i maj varje år till manskörsfestivalen Kapris, och utgör då den stora Kapriskören. Körerna, och även de mindre grupperna, har sidor på Facebook med information.
- Västgöta nations manskör – Västgöta nation
- Chorus Virorum – Norrlands nation
- Ultunae Drängar – SLU, Ultuna
- Sångarbröderna – V-Dala nation
- Sällskapet Gôssegôbbera  – Värmlands nation